# ساموئل پنیپکر
ساموئل پنیپکر (انگلیسی: Samuel W. Pennypacker؛ ۹ آوریل ۱۸۴۳ – ۲ سپتامبر ۱۹۱۶) سیاست‌مدار اهل ایالات متحده آمریکا بود.